# Beechcraft Model 95
Die Beechcraft Model 95 Travel Air ist ein zweimotoriges Propellerflugzeug des amerikanischen Herstellers Beechcraft.

## Geschichte
Die Beechcraft Travel Air war eine zweimotorige Version der Beechcraft Bonanza. Sie erhielt den Rumpf der G-35 Bonanza und das Leitwerk der T-34 Mentor. Der Antrieb bestand zunächst aus zwei Lycoming-O-360-Kolbenmotoren. Eine verbesserte Version stellt die Baron dar.

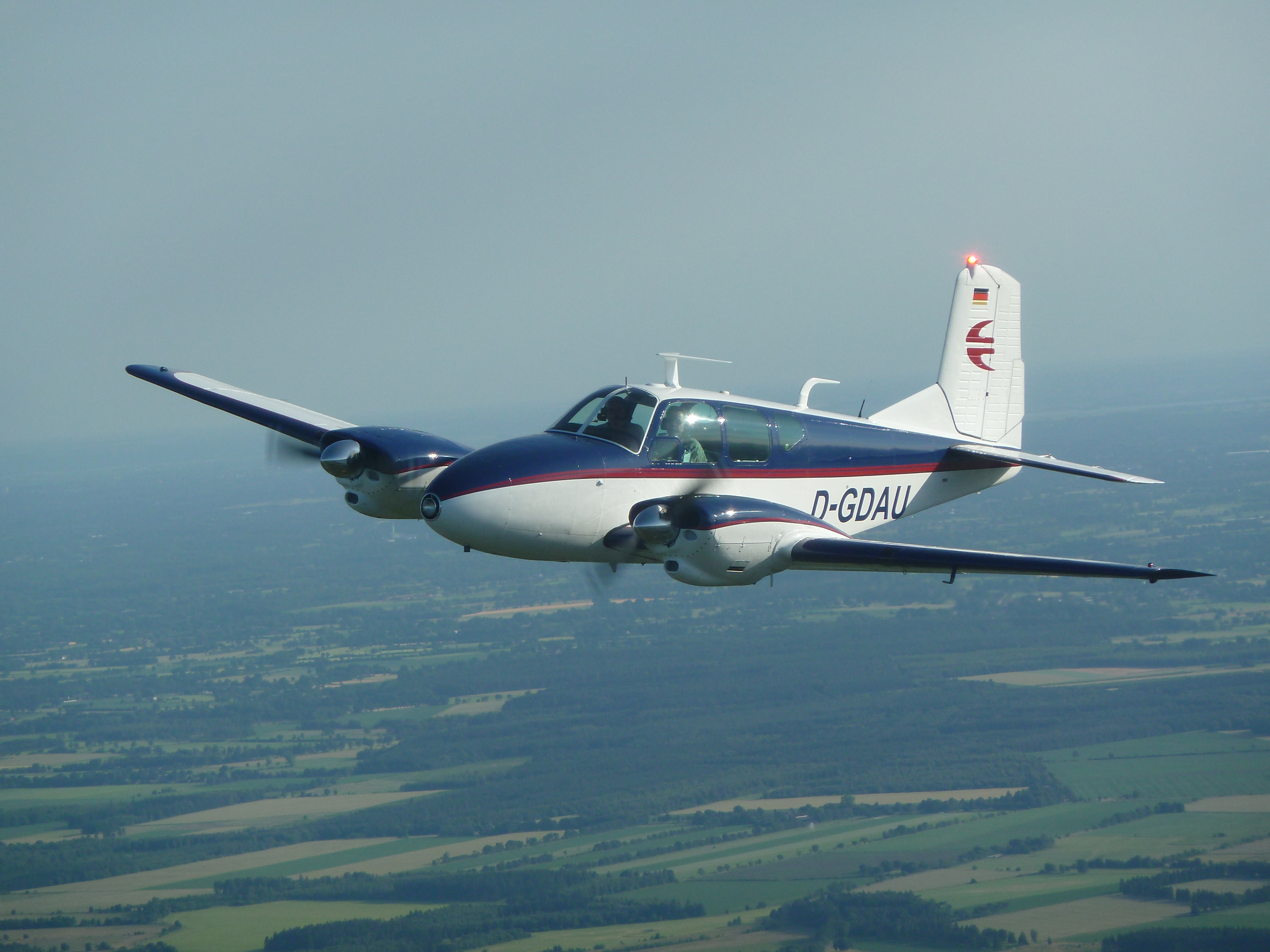
Ur-Modell von 1959 mit kurzem Rumpf und geteilter Windschutzscheibe

Der Erstflug fand im August 1956 statt. Die FAA-Zulassung erfolgte am 18. Juni 1957, die Serienproduktion begann 1958 und endete 1968 nach Auslieferung von 720 Exemplaren.
Einige Modelle werden noch heute unter anderem als Schulflugzeuge eingesetzt.
Ursprünglich hatte Beechcraft den Namen Badger („Dachs“) vorgesehen, der aber aufgegeben wurde, um Verwechslungen mit dem NATO-Namen der Tupolew Tu-16 zu vermeiden.

## Ausführung
Das Modell ist als freitragender Tiefdecker in Ganzmetallausführung ausgelegt. Sowohl die zweiholmigen Tragflächen, für die das NACA 23000 Profil gewählt wurde, als auch der Rumpf sind in einer Halbschalenbauweise ausgeführt. Die Querruder sind einfache Flächen, die Landeklappen sind geschlitzt. Die V-Stellung des Tragflügels beträgt 6°, der Einstellwinkel 4°. Das Bugradfahrwerk ist elektrisch einziehbar. Das Leitwerk ist freitragend und besteht ebenfalls aus einer Aluminiumlegierung.
In der geschlossenen Kabine ist Platz für 4 oder 5 Personen auf Einzelsitzen. Die Tür zur Kabine befindet sich auf der rechten Rumpfseite. Alle Scheiben sind aus Acryl gefertigt. Die jeweils mittlere der drei Seitenscheiben kann im Notfall abgeworfen werden. Jeweils ein Gepäckraum befindet sich im Heck und im Bug.

## Technische Daten
| Kenngröße             | Daten                                                                   |
| --------------------- | ----------------------------------------------------------------------- |
| Besatzung             | 1                                                                       |
| Passagiere            | 3–4                                                                     |
| Länge                 | 7,72 m                                                                  |
| Spannweite            | 11,53 m                                                                 |
| Flügelfläche          | 18,50 m²                                                                |
| Flügelstreckung       | 7,2                                                                     |
| Leermasse             | 1.260 kg                                                                |
| Startmasse            | 1.800 kg (B95, B95A, D95A: 1.900 kg)                                    |
| Höchstgeschwindigkeit | 339 km/h                                                                |
| Dienstgipfelhöhe      | 5.500 m                                                                 |
| Reichweite            | 1.223 km                                                                |
| Triebwerke            | 2× Lycoming O-360-A1A oder Lycoming IO-360-B1A oder Lycoming IO-360-B1B |